# Шеликшей
Шеликшей — река в России, протекает по Бессоновскому району Пензенской области. Правый приток реки Инра.

## География
Река Шеликшей берёт начало у села Кижеватово, течёт через его центр и впадает в Инру у села Чемодановка. Длина реки составляет 10 км.

## Данные водного реестра
По данным государственного водного реестра России относится к Верхневолжскому бассейновому округу, водохозяйственный участок реки — Сура от Сурского гидроузла и до устья реки Алатырь, речной подбассейн реки — Сура. Речной бассейн реки — (Верхняя) Волга до Куйбышевского водохранилища (без бассейна Оки).
Код объекта в государственном водном реестре — 08010500312110000036111.